# Dan Jones (polityk)
Dan Jones, właściwie Daniel Jones (ur. 26 września 1908, zm. 19 lutego 1985) – brytyjski polityk Partii Pracy, deputowany Izby Gmin, ojciec Dari Taylor.

## Działalność polityczna
W okresie od 8 października 1959 do 9 czerwca 1983 reprezentował okręg wyborczy Burnley w brytyjskiej Izbie Gmin.